# 烏卡古魯山脈
06°28′S 37°00′E / 6.467°S 37.000°E
烏卡古魯山脈是坦桑尼亞的山脈，位於該國中部莫羅戈羅區，屬於東部弧形山脈的一部分，覆蓋1,259平方公里，最高點海拔高度2,250米。